# Le Vent de la nuit
Le Vent de la nuit és una pel·lícula dramàtica francesa que es va estrenar l'any 1999, protagonitzada per Catherine Deneuve i dirigida per Philippe Garrel, amb una banda sonora de John Cale. Explica una història d'amors transitoris i morts voluntàries, en què un jove insensible abandona una dona gran i perd un amic més savi.

## Argument
Paul, un jove escultor de París que té una aventura amb Hélène, una dona casada d'uns cinquanta anys, va a Itàlia per a la presentació d'una de les seves obres. Allà coneix el lacònic Serge, un home d'uns cinquanta anys que torna sol a París amb el seu Porsche 911 vermell i accepta endur-se en Paul. Els dos desenvolupen una amistat mentre el Paul immadur, que fa servir drogues recreatives, aprèn de la història del cansat del món Serge. De fet, segons els espectadors, l'exterior endurit de Serge amaga la seva intenció d'acabar amb la seva vida prenent pastilles.
De tornada a París, quan Paul porta l'Hélène a casa després d'una sessió a la seva habitació, ella li demana que conegui el seu marit. Mentre el marit parla amb Paul, ella es posa cada cop més tensa i de sobte trenca una copa de vi, utilitzant un fragment per tallar-se el canell. Paul prepara un torniquet mentre el marit va a buscar un metge, que la declara sana.
Quan Serge li diu a Paul que condueix a Berlín, Paul accepta anar amb ell. A la ciutat, Paul recull una puta mentre Serge va a un cementiri. Allà visita una tomba, que els espectadors poden suposar que és la de la seva dona que es va suïcidar. Tornant a París, quan Serge deixa en Paul fora del seu edifici a les 23:00, Hélène està esperant a la vorera. Els tres accepten anar a un restaurant xinès però, quan els serveixen, en Paul s'aixeca i se'n va a casa. Quedats sols, Serge i Hélène admeten que els agrada estar junts. En Serge arriba fins a un hotel proper, de camí comprant unes píndoles en una farmàcia nocturna. Després d'haver fet l'amor, la primera vegada des que va morir la seva dona, Serge se'n va a casa i pren les píndoles.

## Repartiment
- Catherine Deneuve: Hélène
- Daniel Duval: Serge
- Xavier Beauvois: Paul
- Jacques Lassalle: el marit d'Hélène

## Banda sonora
La pel·lícula va ser escrita per l'antic membre de The Velvet Underground, John Cale. La banda sonora va ser interpretada per Cale amb el guitarrista de slide Mark Deffenbaugh, i es va publicar com a àlbum.